# Esa diva

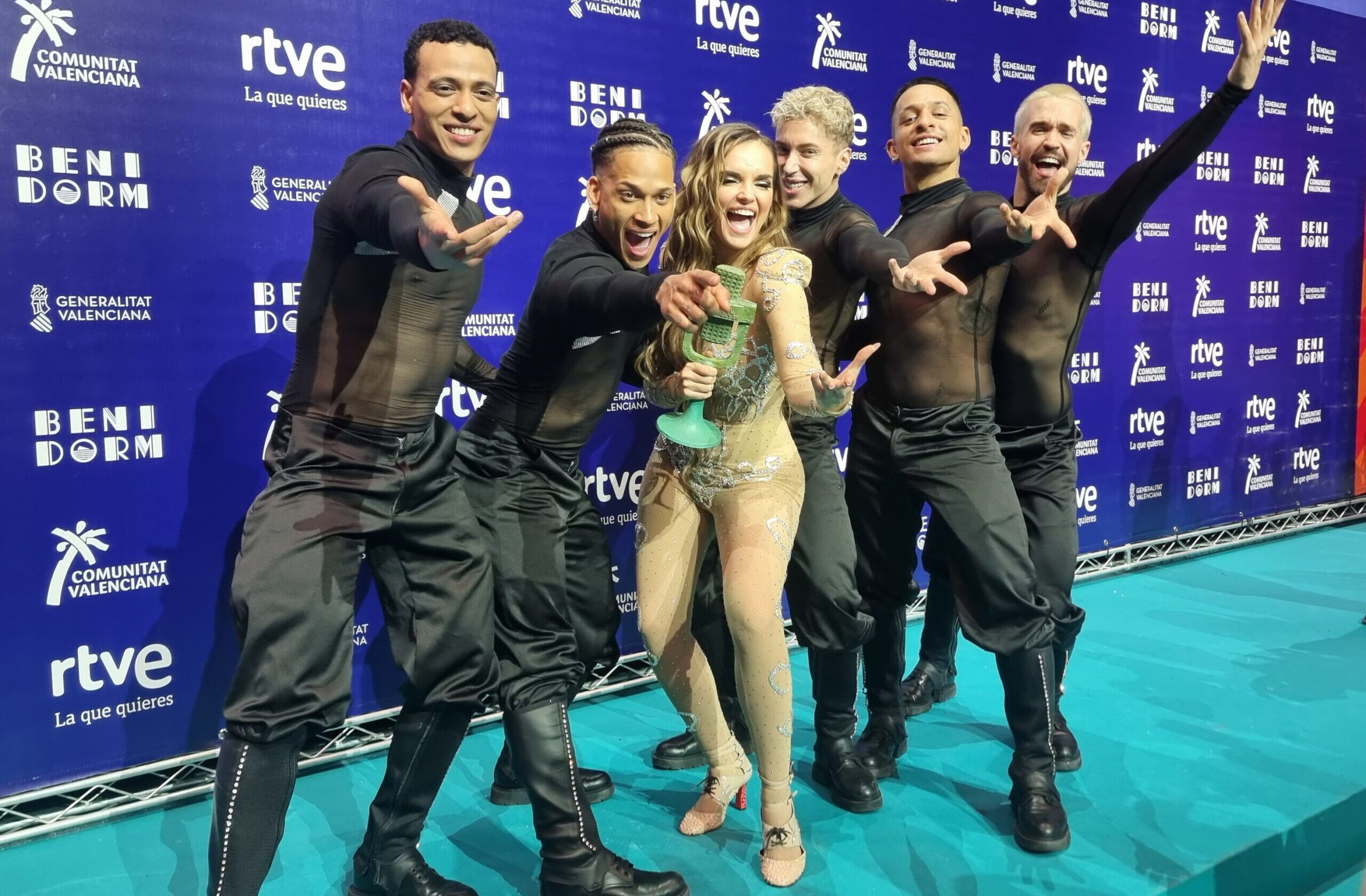
Melody en haar dansers na de winst van het Benidorm Fest

Esa diva is een nummer van de Spaanse zangeres Melody, geschreven door haarzelf in samenwerking met Alberto Fuentes Lorite. Het werd op 20 december 2024 uitgebracht en geproduceerd door Joy Deb, Peter Boström en Thomas G:son ter gelegenheid van haar deelname aan Benidorm Fest 2025, dat ze uiteindelijk won. Daarmee werd het nummer geselecteerd als de Spaanse inzending voor het Eurovisiesongfestival 2025. Een herziene versie van het lied, geproduceerd door Eighty4, Rick Parkhouse, George Tizzard en Guillem Vila Borràs, werd uitgebracht op 13 maart 2025, vergezeld door een videoclip geregisseerd door Mario Ruiz.

## Achtergrond

### Ontstaan
"Esa diva" werd geschreven door Melody en Alberto Fuentes Lorite, en oorspronkelijk geproduceerd door Joy Deb, Peter Boström en Thomas G:son. De stijl van het nummer combineert moderne popinvloeden met elementen van Spaanse folklore, en de tekst thematiseert vrouwelijke kracht, zelfvertrouwen en artistieke onafhankelijkheid.

### Herziene versie en videoclip
Op 13 maart 2025 verscheen een herziene versie van "Esa diva", geproduceerd door Eighty4, Rick Parkhouse, George Tizzard en Guillem Vila Borràs. De bijhorende videoclip, geregisseerd door Mario Ruiz, toont Melody in diverse glamoureuze en dramatische settings die verwijzen naar klassieke diva-iconografie.
Symfonische versie
Een symfonische versie van het nummer, gearrangeerd en georkestreerd door Borja Arias, werd op 1 april 2025 uitgebracht. Deze versie werd uitgevoerd door Melody samen met het RTVE Symfonieorkest en Koor onder leiding van Raúl Benavent in het Teatro Monumental in Madrid.

## Eurovisiesongfestival 2025

### Benidorm Fest 2025
Benidorm Fest 2025 was de vierde editie van de nationale preselectie georganiseerd door Radiotelevisión Española (RTVE) voor het Eurovisiesongfestival. De competitie bestond uit zestien deelnemers, verdeeld over twee halve finales. Uit elke halve finale gingen vier acts door naar de finale. De uitslag werd bepaald door een combinatie van televoting (25%), stemmen via een mobiele app (25%) en een vakjury (50%).
RTVE maakte op 12 november 2024 bekend dat "Esa diva" zou deelnemen aan de selectie. Het nummer werd op 20 december 2024 uitgebracht en ingedeeld in de tweede halve finale, waar het als laatste werd opgevoerd. Op 30 januari 2025 kwalificeerde het zich voor de finale, mede dankzij hoge scores van zowel de jury als het publiek. Tijdens de finale op 1 februari 2025 trad Melody opnieuw als laatste op. Ze won de competitie met de eerste plaats bij de televoting en de derde plaats bij de jury, en werd daarmee geselecteerd als de Spaanse inzending voor het Eurovisiesongfestival 2025.

### Op het Eurovisiesongfestival
Het Eurovisiesongfestival 2025 vindt plaats in de St. Jakobshalle in Bazel, Zwitserland. De halve finales worden gehouden op 13 en 15 mei, gevolgd door de grote finale op 17 mei 2025. Als onderdeel van de "Big Five" is Spanje automatisch geplaatst voor de grote finale. 